# Замок Матцен (Райт-им-Альпбахталь)
Замок Матцен (нем. Schloss Matzen, Reith im Alpbachtal) — средневековый замок, расположенный на территории тирольской коммуны Райт-им-Альпбахталь, в округе Куфштайн. Его не следует путать с одноимённым замком в Нижней Австрии, расположенным на территории коммуны Матцен-Раггендорф.

## История
Замок в Райт-им-Альпбахтале впервые упоминается в документе за 1278 год: он оставался во владении баварской семьи Фройндсберг до 1468 года. Во второй половине XIX века, в период владения семьёй Пфайфферсберг, в замке произошёл пожар, после чего он начал приходить в упадок. В 1873 году ирландская семья Хитон-Громан купила замок: британский писатель Уильям Адольф Бэйли Громан написал несколько романов о Южном Тироле, которые были популярны среди англо-американских читателей. Во время Второй мировой войны замок служил местом хранения для экспонатов из тирольского музея «Ferdinandeum» и Тирольской государственной библиотеки. В 2007 году замок с шестиэтажной цитаделью был продан немецкому инвестору и после двух с половиной лет реконструкции был преобразован в гостиничный комплекс.